# Hexagone de Saturne

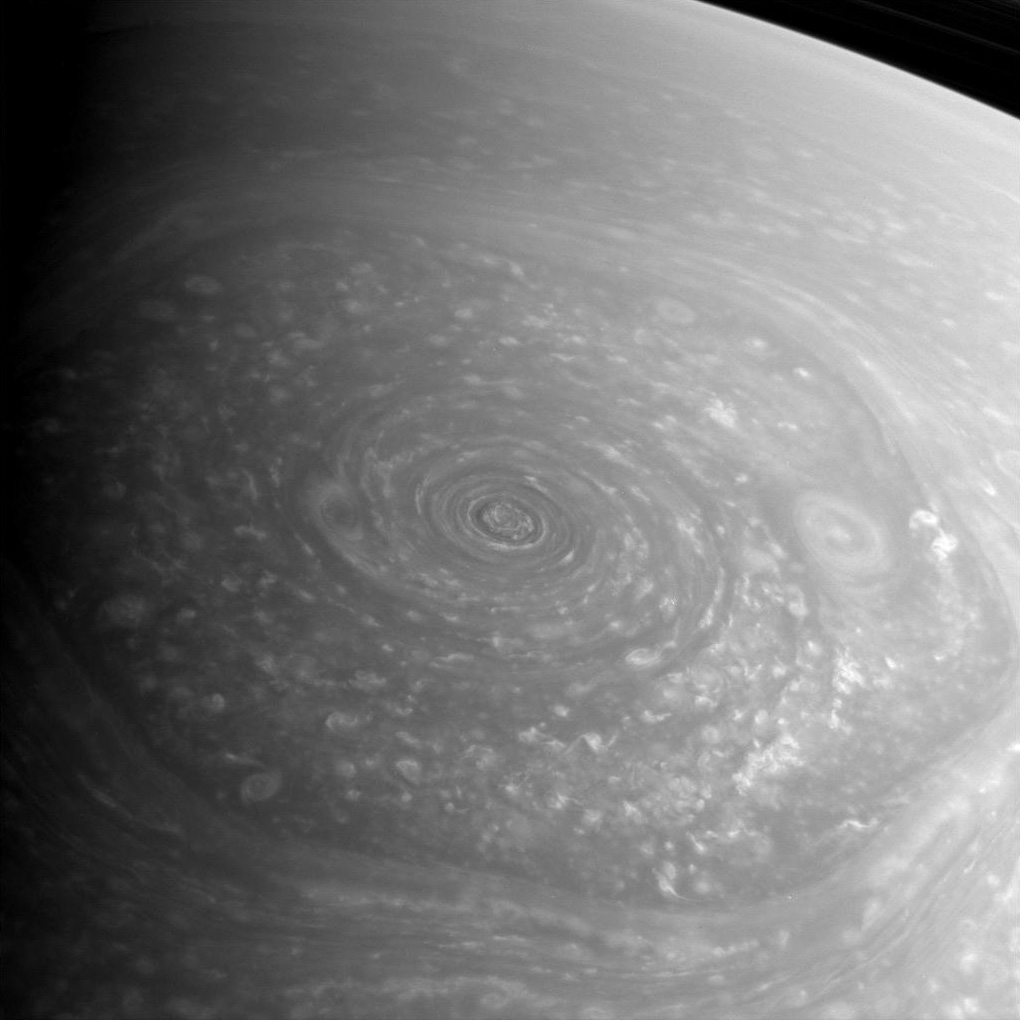
Hexagone au pôle Nord de la planète Saturne.

L'hexagone de Saturne est un motif nuageux hexagonal qui tourne en permanence au-dessus du pôle Nord de la planète Saturne

## Localisation
La structure se situe à une latitude de 78° N,.
Selon les observations du télescope spatial Hubble, il n'y a pas d'hexagone au-dessus du pôle Sud, mais un vortex isolé. Il existe également un vortex au centre de l'hexagone au pôle Nord.

## Description
Les côtés de l'hexagone mesurent environ 13 800 km, ce qui est supérieur au diamètre de la Terre. Sa période de rotation est de 10 h 39 min 24 s, la même que celle des émissions radio en provenance de l'intérieur de la planète. 
Cependant, l'hexagone ne change pas de dimension en longitude, contrairement aux autres nuages de l'atmosphère visible.

## Histoire
L'hexagone de Saturne a été découvert par l'une des sondes du programme Voyager en 1981-1982, il a été étudié à nouveau par la mission Cassini-Huygens en 2006.
Jusqu'en janvier 2009, cette dernière n'a pu prendre que des photos dans l'infrarouge, mais l'hexagone est devenu par la suite observable en lumière visible.
En avril 2013, la sonde Cassini a aussi pris une vidéo du motif météorologique de l'hexagone, car elle a maintenu un point fixe vis-à-vis de la planète, pouvant donc enregistrer les déplacements dans l'hexagone seul.

## Tentatives d'explication
Une hypothèse, développée par le Département de physique de l'Université d'Oxford, est que les formes hexagonales se développent là où il existe un gradient latitudinal dans la vitesse des vents atmosphériques de l'atmosphère de Saturne. Des formes régulières similaires ont été créées en laboratoire en mettant en rotation un réservoir circulaire de liquide à des vitesses différentes en son centre et sa périphérie. La forme la plus commune était à six faces, mais des formes de trois à huit côtés ont également été produites. Cependant, les reproductions en laboratoire sont au moins incomplètes voire erronées. En effet, elles comportent des vortex stabilisant les bords des hexagones alors que celui de Saturne est bel et bien indépendant de tout vortex stabilisateur.

## Galerie

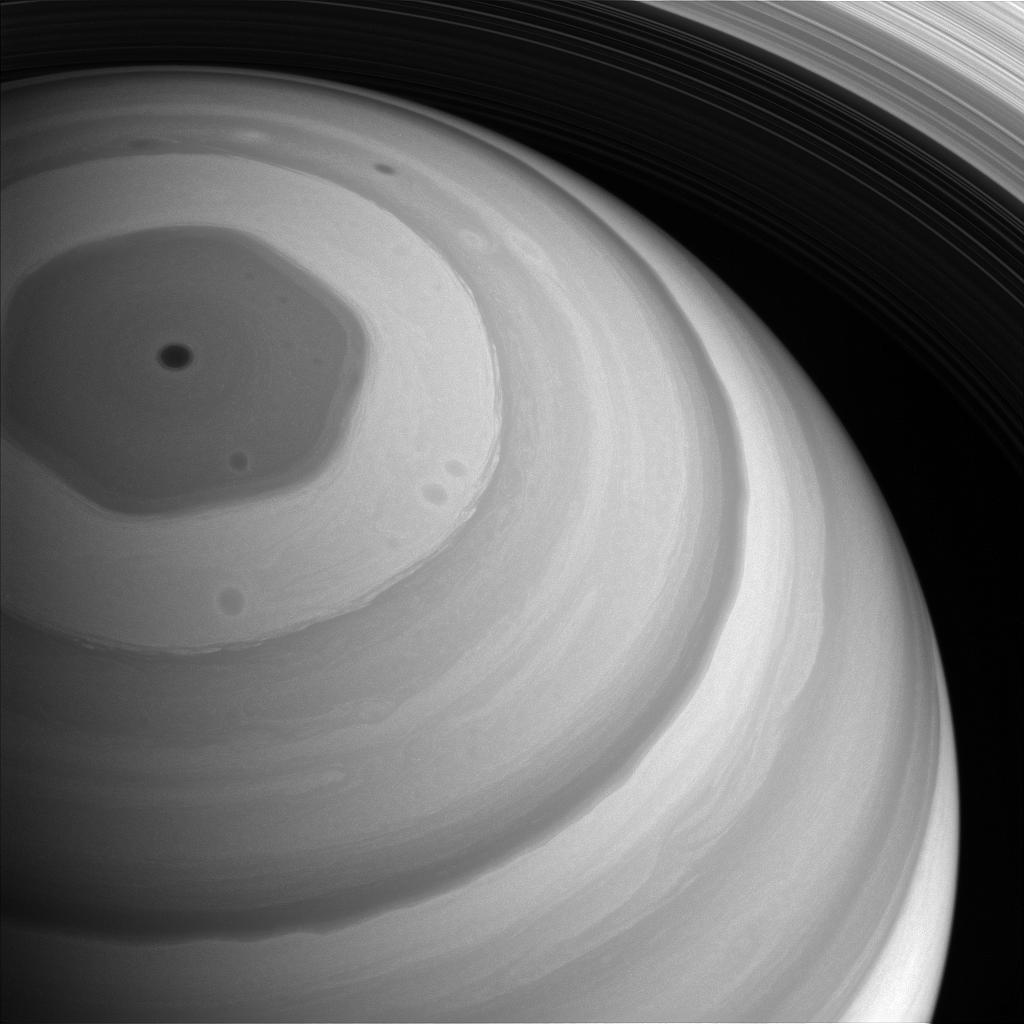
L'hexagone de Saturne (9 septembre 2016).
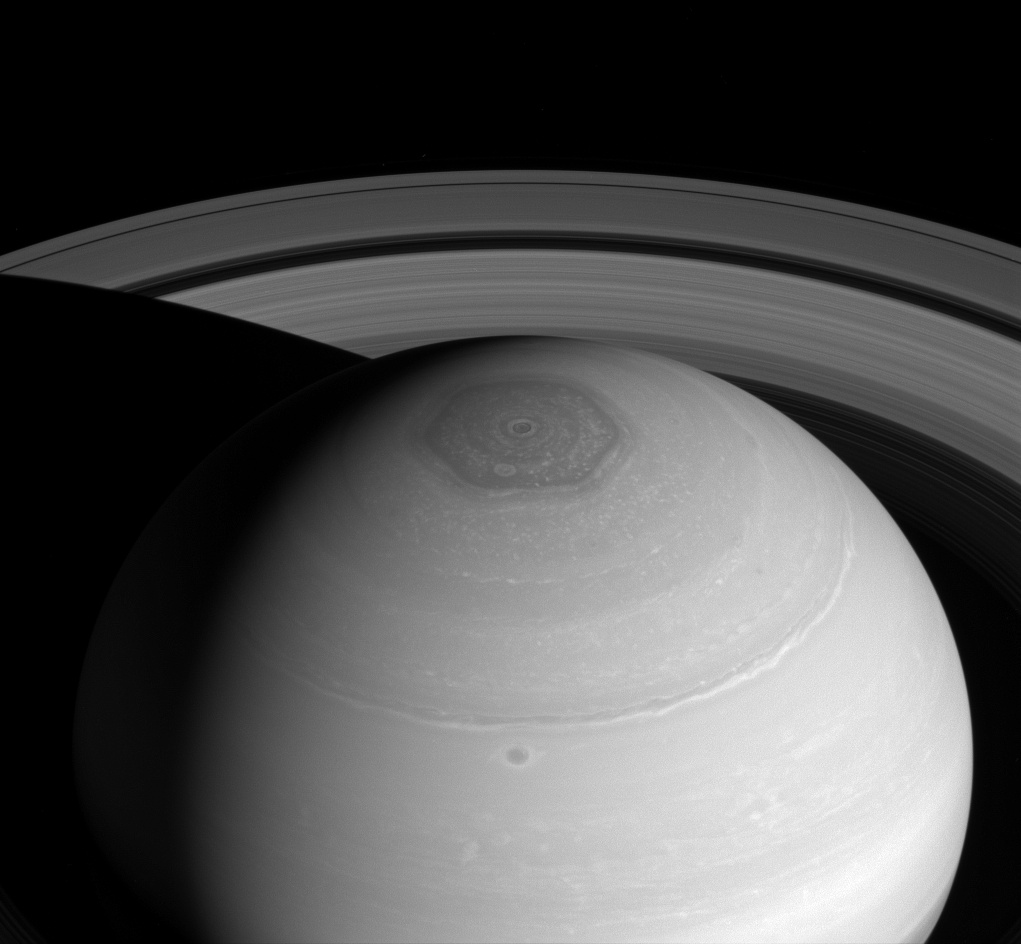
Saturne et son hexagone polaire, par la sonde Cassini (2 avril 2014).
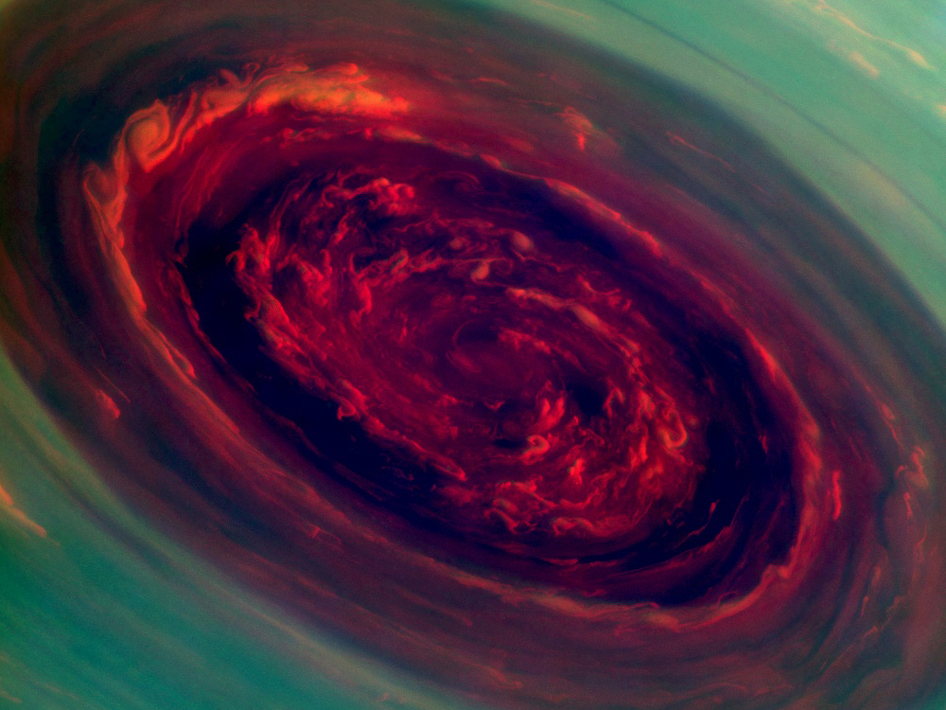
Image en fausses couleurs du vortex au centre de l'hexagone, par la sonde Cassini.
Animation du système nuageux polaire hexagonal, par la sonde Cassini (10 novembre 2006).